# 尚布莱
尚布莱（法語：Chamblet，法語發音：[ʃɑ̃blɛ]）是法国阿列省的一个市镇，位于该省西部，属于蒙吕松区。

## 地理
尚布莱（46°19'58"N, 2°42'9"E）面积20.5 平方千米，位于法国奥弗涅-罗讷-阿尔卑斯大区阿列省，该省份为法国中部省份，北起涅夫勒省、西北接谢尔省，西南至克勒兹省，南至多姆山省，东南临卢瓦尔省，东临索恩-卢瓦尔省。
与尚布莱接壤的市镇（或旧市镇、城区）包括：杜瓦耶、马利科讷、内里莱班、圣昂热勒。

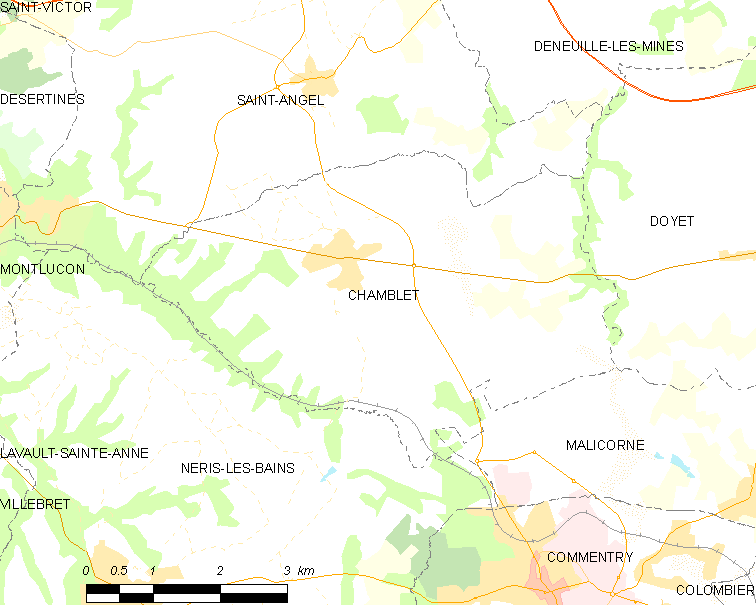
尚布莱的OSM定位图

尚布莱的时区为UTC+01:00、UTC+02:00（夏令时）。

## 行政
尚布莱的邮政编码为03170，INSEE市镇编码为03052。

## 政治
尚布莱所属的省级选区为科芒特里县。

## 人口

1962-2008年间尚布莱人口变化图示

尚布莱于2022年1月1日时的人口数量为1079人。